# 斯坦頓·弗里德曼
斯坦頓·泰瑞·弗里德曼（英語：Stanton Terry Friedman，1934年7月29日—2019年5月13日），美國核子物理學家和飛碟學家，主張外星人多次造訪地球並停留於地球。他是羅斯威爾飛碟墜毀事件的早期民間調查員。

## 生平
出生於紐澤西州。畢業於萊登高中後前往芝加哥大學，1956年取得核子物理碩士學位。在之後的14年間於私人公司擔任研發工作。
自1970年開始研究飛碟學。共撰有九十多篇與UFO有關的論文。自1967年以來以「飛碟是真實的」為主題，在美國的50個州、加拿大的13個省以及世界各地的700多家大學和100多個團體演講。曾接受過數百個廣播和電視節目的採訪。亦曾為美國國會聽證會提供書面證詞，並兩度出席聯合國。
2019年5月13日去世，享壽84歲。

## 所獲榮譽
- 2002年，獲英國UFO雜誌授予終身成就獎[6]。
- 2007年，加拿大弗雷德里克頓市宣布當年8月27日為「斯坦顿·弗里德曼日」。
- 2010年，入選羅斯威爾UFO名人堂[6]。

## 著作
- "飛碟與科學" 2008, 320P.
- CAPTURED! THE BETTY AND BARNEY HILL UFO EXPERIENCE2007. ISBN 978-156414-971-8, ISBN 978-1-56-924741-9
- “TOP SECRET/MAJIC”, 第二版, Marlowe + Co. ISBN 1-56924-342-5; 2005. 296頁, ISBN 978-1-56-924342-8
- CRASH AT CORONA: The Definitive Story of The Roswell Incident.關於美軍與飛碟的掩蓋故事 2004, ISBN 978-1-93-104489-9
- SCIENCE WAS WRONG, Stanton T. Friedman 和 Kathleen Marden. Pompton Plains, NJ等合著. 2010.

## 光碟出版
- UFOs: The Real Story (1996) [7]
- New CD of the Ramey Memo Scans and Enhancements [7]

## 外部連結
- 官方网站